# Stacie Orrico
Stacie Joy Orrico (Seattle, Washington; 3 de marzo de 1986) es una cantante, compositora estadounidense. En 1998, ella firmó con ForeFront Records cuando tenía 12 años, y grabó su primer álbum estudio, Genuine en 2000.
Después de su primer álbum, ella firmó un nuevo sello discográfico, Virgin Records, y empezó a grabar su álbum homónimo Stacie Orrico lanzado en 2003.. El álbum se convirtió en todo un éxito, logrando vender 3 millones de copias alrededor del mundo. En 2005, termina su contrato discográfico con ForeFront Records luego de 7 años, y decidió concentrarse en su carrera musical y comenzó a escribir su tercer álbum, Beautiful Awakening lanzado en 2006.

## Biografía
Stacie Orrico nació en el seno de una familia ítalo-estadounidense, hija de Dean y Patricia "Pattie" Orrico. Es la mediana de cinco hermanos: Jesse, Rachel, Alicia y Joshua. Cuando Stacie tenía dos años la familia se mudó a Denver, Colorado. A los seis años Orrico escribió su primera canción titulada "Always Answer".

## Carrera musical

### 1998-2001: Inicios
Orrico comenzó su carrera en 1998, a la edad de 12 años, al asistir a un festival de música cristiana, Praise in the Rockies, el cual se celebró en Colorado. Orrico entró inadvertidamente un concurso de talentos de alto riesgo, y ganó. Un ejecutivo de ForeFront Records, se encontraba en el concurso y le ofreció un contrato discográfico. Poco después ella firmó con dicho sello discográfico. Fue así como en 1999, con 13 años comienza a grabar su primer álbum de estudio, el cual sería lanzado un año después. En agosto de 2000, lanza Genuine su primer álbum de estudio. En su primera semana vendió 13 000 copias, convirtiéndose en la mejor venta de un artista cristiano femenino de ese año. El álbum produjo el sencillo "No Look At Me", que encabezó las listas cristianas durante diez semanas consecutivas. El álbum tuvo dos hits #1, así como otros tres Top Ten sencillos en dicha radio. Genuine finalmente vendió 500.000 copias, y fue certificado RIAA.
En 2001, a los 15 años de edad lanzó su primer EP, Christmas Wish. Los 6 temas fueron: "Christmas Wish", "Love Came Down", "O Holy Night", "What Child is This", "O Come All Ye Faithful" y "White Christmas".

### 2003-2004: Éxito internacional con Stacie Orrico
Orrico había grabado un segundo álbum de estudio titulado Say It Again, que fue originalmente destinado sólo a la radio pop cristiana, con una fecha de lanzamiento en abril de 2002. Sin embargo, cuando Virgin Records vieron el potencial de corriente con Stacie, el álbum fue pospuesto y luego cancelado mientras se reestructuró. Cuatro canciones de Say It Again fueron retirados, aunque dos fueron liberados posteriormente como b-sides individuales y pistas adicionales en la versión japoneses de álbum. Muchas de las canciones del álbum, que no fueron puestos en libertad como individuales, fueron puestos en libertad a través de estaciones de radio cristianas. Incluía "Security", "Strong Enough" y "Instead", que se estrenó como sencillos muy promocional.
En 2003 lanza su disco homónimo Stacie Orrico el cual logró posicionarse en el puesto número 50 de la cartelera Billboard 200 en los Estados Unidos donde vendió vendido más de 500.000 copias, las ventas suficiente para la certificación Oro. El álbum también vendió 600.000 en Japón y un estimado de 3,4 millones de copias en todo el mundo.. Su primer sencillo "Stuck", se convirtió en un éxito internacional, alcanzando el Top 5 en la mayoría de las carteleras musicales del mundo. En agosto de 2003 lanza su segundo sencillo "There's Gotta Be More To Life" el cual también consiguió el éxito de inmediato, luego lanza su tercer sencillo "I Promise", escrito por Diane Warren", esta canción aunque no logró entrar en Billboard de Estados Unidos, si entrar en el top 30 de Reino Unido), y como último single "I Could Be the One" (top 40 en el Reino Unido en junio de 2004).
Fue nominada por este álbum en la entrega Premios Grammy de 2004, en la categoría Best Pop/Contemporary Gospel Album.

### 2005-2007: La Era de Beautiful Awakening
Después de su ruptura con su novio decidió trabajar en su nuevo álbum, llamado Beautiful Awakening que estaba fijado para ser lanzado mundialmente el 29 de agosto de 2006, sin embargo, por razones desconocidas, el álbum no fue lanzado en los Estados Unidos. En una entrevista, dijo que el álbum fue uno de los mejores discos que ha trabajado y fue un álbum personal, las canciones son sobre su vida y mucho más. Aunque casi todas las canciones del nuevo álbum se filtró en la internet, Beautiful Awakening, fue lanzado aún en Japón, el Reino Unido y otros países. El álbum vendió 100.000 copias en Japón.
El primer sencillo "I'm Not Missing You" fue lanzado en la radio el 20 de junio de 2006, pero debido a la poca promoción fue relanzado en octubre. La canción alcanzó el #19 en el Bubbling Under Hot 100 de éxitos individuales. El segundo sencillo del álbum, " So Simple ", fue lanzado en Asia en octubre de 2006 y fue lanzado en Europa el 27 de enero de 2007.
En marzo de 2007, Orrico anunció a los fanes que Virgin Records ya no era su compañía disquera y que se tomaría un largo descanso.

### 2008-2012: Desaparición del ojo público
Después de un largo descanso de la vista pública, Stacie Orrico se presentó en el concierto QB vivo el 15 de marzo de 2008 en Camboya, con una audiencia de más de 50.000 personas en el Estadio Olímpico.
En junio de 2008, una nueva canción De Stacie Orrico junto al rapero Sleepy Brown llamada "Knock 'Em Out" se filtró en Internet.
Orrico también apareció en Singfest Festival en Singapur. También se celebró una gira por Japón en julio de 2008 en Tokio, Osaka y Fukuoka.
En 2008, Orrico cambió su Compañía Disquera a Creative JeniuS Agencia especializada en Hip-Hop y artistas de R&B.
Orrico ha colaborado con Toby Gad, productor y compositor y Gill Onree en 2008.
Un video de YouTube que muestra a Stacie Orrico en el estudio de grabación fue lanzado en marzo de 2009, esta canción lleva el nombre de "Light Years" y se creyó que sería el próximo sencillo de Orrico, finalmente la canción fue otorgada a la cantante albana Kristine Elezaj para su más reciente álbum "No Questions Remain".
En 2010, Orrico fue nombrada como dama de honor en el matrimonio de la cantante de R&B cristiana Rachael Lampa quien es su mejor amiga.
En 2012, Stacie Orrico fue invitada a colaborar con la banda The Fray en su nuevo álbum de estudio "Scars & Stories", realizando un cover de la canción "Ready Or Not" de Fugees, la canción aparece en la edición especial de disco como Bonus Track.

### 2012- presente: Regreso a la música y nuevo álbum
En octubre de 2013, Orrico publicó en su cuenta oficial de Twitter que estaba planeando regresar a la música y contar más acerca de lo que había pasado en su vida desde su último álbum de estudio en 2006. El 7 de octubre de 2013 en su cuenta oficial de YouTube publicó un vídeo anunciando oficialmente su regreso a la escena musical, su incursión en la actuación y sus estudios de literatura femenina.
Para relanzar su carrera, Orrico dio un concierto virtual vía Stageit el 6 de noviembre donde dio a conocer parte del nuevo material de su disco, algunos de sus clásicos y otras versiones de canciones de otros artistas. En agosto de 2014, de manera digital lanza su cuarto extended play, titulado Reawakened. Su nuevo álbum de estudio se espera sea lanzado en 2016.

## Vida personal
Después de la publicación de su disco "Stacie Orrico" y los sencillos de ese álbum, Orrico decidió que no quería continuar su carrera en la música más allá. Ella y sus amigos fueron a vivir a Malibú en California, donde Orrico empezó a trabajar en un pequeño café. A lo largo de su descanso, sin embargo, Orrico continuó escribiendo música que luego, finalmente, llevó a reemprender su carrera musical. Comenzó a grabar de nuevo y desarrollado un nuevo álbum Beautiful Awakening.
En febrero de 2007, Orrico deja Virgin Records debido a su fusión con Capitol Records. Más tarde Stacie Orrico viajó a Sudáfrica, como voluntaria con Cross-Cultural Solutions, para ayudar a los niños con sida. Ella ha regresado de Sudáfrica.

## Filmografía
| Año  | Título          | Rol                 | Otros notas                              |
| 2003 | American Dreams | Peggy Santigala     | "Life's Illusions" (episode 5, season 2) |
| 2003 | American Dreams | The Angels's singer | "City on Fire" (episode 25, season 1)    |